# DHB-Pokal der Frauen 2013/14
Die Handballspiele um den DHB-Pokal der Frauen 2013/14 wurden zwischen August 2013 und April 2014 ausgetragen. Die Endrunde, das Final Four, wurde am 26. und 27. April 2014 ausgespielt. Titelverteidiger war der Thüringer HC. DHB-Pokalsieger 2014 wurde der HC Leipzig mit einem 36:26-Sieg gegen die HSG Blomberg-Lippe.

## Teilnehmende Mannschaften
Folgende Mannschaften sind für den DHB-Pokal der Frauen 2013/14 qualifiziert:
| Bundesliga | 2. Bundesliga | 3. Liga | Oberligen | 5. Liga und tiefer |
| - HC Leipzig - Frisch Auf Göppingen - Bayer Leverkusen - VfL Oldenburg - Frankfurter HC 1 - DJK/MJC Trier 2 - HSG Bensheim/Auerbach - Buxtehuder SV - SG BBM Bietigheim - Thüringer HC - HSG Blomberg-Lippe - Vulkan-Ladies Koblenz/Weibern - TuS Metzingen | - DJK/MJC Trier 2 - Füchse Berlin - Borussia Dortmund - TV Nellingen - SVG Celle - HSG Bad Wildungen - TSG Ober-Eschbach - TSV Nord Harrislee - BSV Sachsen Zwickau - SG Handball Rosengarten - SV Union Halle-Neustadt - SG 09 Kirchhof - 1. FSV Mainz - Neckarsulmer Sport-Union | Staffel Nord: - TV Oyten - SC Greven 09 Staffel Ost: - SV Henstedt-Ulzburg - SHV Oschatz - MTV 1860 Altlandsberg - SV Grün-Weiß Schwerin - TSV Travemünde Staffel West: - TV Beyeröhde - SG TSG/DJK Mainz-Bretzenheim - TV Bassenheim Staffel Süd: - TV Grenzach - HCD Gröbenzell | OL HH/Schleswig-Holstein: - AMTV Hamburg OL Mitteldeutschland: - SV Aufbau Altenburg OL Mittelrhein: - TV Strombach OL Niedersachsen: - TuS Altwarmbüchen OL Rheinland-Pfalz/Saar: - VTV Mundenheim OL Hessen: - SG Bruchköbel OL Westfalen: - TuS Drolshagen - HC TuRa Bergkamen | Badenliga: - TSV Birkenau Saarlandliga: - TuS 1860 Neunkirchen Sachsen-Anhalt-Liga: - Magdeburger SV 90 Landesliga Hannover: - HSG Hannover-West |

Die aufgeführten Ligazugehörigkeiten entsprechen denen der Saison 2013/14.

## Hauptrunden

### 1. Runde
Die Auslosung der 1. Runde fand am 22. Juni 2013 im Rahmen der Jahreshauptversammlung der Handball-Bundesliga Frauen statt.  In der 1. Runde nahmen noch keine Mannschaften aus der 1. Bundesliga teil.
Die Spiele der 1. Hauptrunde fanden am 31. August und 1. September 2013 statt. Der Gewinner jeder Partie zog in die 2. Runde ein.
| Datum             | Zeit      | Heimmannschaft                      |     | Gastmannschaft               | Ergebnis      |
| ----------------- | --------- | ----------------------------------- | --- | ---------------------------- | ------------- |
| 31. August 2013   | 16:30 Uhr | MTV 1860 Altlandsberg               | –   | BSV Sachsen Zwickau          | 21:33 (12:17) |
|                   | 17:30 Uhr | TV Strombach                        | –   | SG Bruchköbel                | 24:31 (13:14) |
|                   | 18:00 Uhr | 1. FSV Mainz                        | – 3 | TV Grenzach                  | 51:20 (26:10) |
|                   | 18:00 Uhr | AMTV Hamburg                        | –   | SV Grün-Weiß Schwerin        | 22:16 (11:8)0 |
|                   | 19:30 Uhr | TuS 1860 Neunkirchen                | –   | TV Nellingen                 | 14:37 (8:18)0 |
|                   | 19:30 Uhr | VTV Mundenheim                      | –   | SG TSG/DJK Mainz-Bretzenheim | 24:27 (10:13) |
|                   | 19:30 Uhr | SVG Celle                           | –   | SG Handball Rosengarten      | 23:26 (9:15)0 |
|                   | 20:00 Uhr | TuS Drolshagen                      | –   | TV Beyeröhde                 | 20:35 (8:20)0 |
| 1. September 2013 | 15:00 Uhr | Magdeburger SV 90                   | –   | HSG Bad Wildungen            | 18:40 (10:16) |
|                   | 15:00 Uhr | TV Oyten                            | –   | TSV Travemünde               | 37:30 (19:11) |
|                   | 15:00 Uhr | TuS Altwarmbüchen                   | –   | TSV Nord Harrislee           | 13:45 (6:26)0 |
|                   | 15:00 Uhr | TSV Birkenau                        | –   | HCD Gröbenzell               | 21:31 (13:17) |
|                   | 15:30 Uhr | SV Aufbau Altenburg                 | –   | Füchse Berlin                | 22:33 (11:18) |
|                   | 16:00 Uhr | SV Union Halle-Neustadt             | –   | SG 09 Kirchhof               | 23:24 (10:9)0 |
|                   | 16:00 Uhr | TV Bassenheim                       | –   | SC Greven 09                 | 34:24 (16:8)0 |
|                   | 16:00 Uhr | HSG Hannover-West                   | –   | SV Henstedt-Ulzburg          | 16:41 (5:23)0 |
|                   | 17:00 Uhr | HC TuRa Bergkamen                   | –   | Borussia Dortmund            | 14:58 (6:26)0 |
|                   |           | Freilos: Neckarsulmer Sport-Union 4 |     |                              |               |
|                   |           | Freilos: SHV Oschatz                |     |                              |               |
|                   |           | Freilos: TSG Ober-Eschbach          |     |                              |               |

### 2. Runde
Die Auslosung der 2. Runde fand im Rahmen des Bundesligaspiels zwischen der HSG Blomberg-Lippe und den Vulkan-Ladies Koblenz/Weibern am 4. September 2013 in Blomberg statt.
Die Spiele der 2. Hauptrunde fanden zwischen dem 2. und 6. Oktober 2013 statt. Der Gewinner jeder Partie zog in das Achtelfinale ein.
| Datum           | Zeit      | Heimmannschaft               |   | Gastmannschaft                | Ergebnis      |
| --------------- | --------- | ---------------------------- | - | ----------------------------- | ------------- |
| 2. Oktober 2013 | 19:00 Uhr | HCD Gröbenzell               | – | Neckarsulmer Sport-Union      | 23:27 (10:9)  |
|                 | 19:30 Uhr | SHV Oschatz                  | – | SG 09 Kirchhof                | 25:29 (12:13) |
|                 | 19:30 Uhr | Füchse Berlin                | – | HC Leipzig                    | 24:34 (8:19)  |
|                 | 19:30 Uhr | Thüringer HC                 | – | TuS Metzingen                 | 29:19 (17:12) |
| 3. Oktober 2013 | 17:00 Uhr | TV Beyeröhde                 | – | Bayer Leverkusen              | 27:48 (16:25) |
| 4. Oktober 2013 | 20:00 Uhr | AMTV Hamburg                 | – | Borussia Dortmund             | 12:39 (8:23)  |
| 5. Oktober 2013 | 15:30 Uhr | SV Henstedt-Ulzburg          | – | Buxtehuder SV                 | 19:43 (8:24)  |
|                 | 17:30 Uhr | HSG Bensheim/Auerbach        | – | SG BBM Bietigheim             | 23:34 (10:14) |
|                 | 19:00 Uhr | SG TSG/DJK Mainz-Bretzenheim | – | Frisch Auf Göppingen          | 27:47 (13:24) |
|                 | 19:00 Uhr | HSG Bad Wildungen            | – | SG Handball Rosengarten       | 30:26 (16:13) |
|                 | 19:30 Uhr | TV Nellingen                 | – | BSV Sachsen Zwickau           | 23:17 (7:7)   |
|                 | 19:30 Uhr | VfL Oldenburg 5              | – | HSG Blomberg-Lippe            | 28:34 (13:15) |
| 6. Oktober 2013 | 15:00 Uhr | TV Oyten                     | – | TSV Nord Harrislee            | 26:45 (13:24) |
|                 | 16:30 Uhr | SG Bruchköbel                | – | Vulkan-Ladies Koblenz/Weibern | 14:44 (7:22)  |
|                 | 17:00 Uhr | TV Bassenheim                | – | 1. FSV Mainz                  | 21:43 (6:23)  |
|                 | 17:30 Uhr | TSG Ober-Eschbach            | – | DJK/MJC Trier                 | 21:33 (12:15) |

## Achtelfinale
Die Achtelfinal-Paarungen wurden am 6. Oktober 2013 im Anschluss an das letzte Spiel der 2. Hauptrunde in Ober-Eschbach ausgelost.
Die Spiele des Achtelfinals fanden zwischen dem 1. und 13. November 2013 statt. Der Gewinner jeder Partie zog in das Viertelfinale ein.
| Datum             | Zeit      | Heimmannschaft           |   | Gastmannschaft                | Ergebnis      |
| ----------------- | --------- | ------------------------ | - | ----------------------------- | ------------- |
| 1. November 2013  | 18:00 Uhr | TV Nellingen             | – | Bayer Leverkusen              | 19:38 (10:20) |
| 2. November 2013  | 18:00 Uhr | Neckarsulmer Sport-Union | – | SG BBM Bietigheim             | 25:41 (14:17) |
|                   | 19:00 Uhr | Borussia Dortmund        | – | HSG Blomberg-Lippe            | 26:31 (14:16) |
|                   | 19:00 Uhr | Frisch Auf Göppingen     | – | Vulkan-Ladies Koblenz/Weibern | 28:21 (14:12) |
|                   | 19:30 Uhr | TSV Nord Harrislee       | – | Buxtehuder SV                 | 27:31 (12:15) |
| 3. November 2013  | 16:00 Uhr | SG 09 Kirchhof           | – | 1. FSV Mainz                  | 29:23 (11:10) |
| 12. November 2013 | 19:30 Uhr | HSG Bad Wildungen        | – | HC Leipzig                    | 29:31 (14:16) |
| 13. November 2013 | 19:30 Uhr | DJK/MJC Trier            | – | Thüringer HC                  | 21:40 (12:23) |

## Viertelfinale
Im Anschluss an die Achtelfinalpartie zwischen der SG 09 Kirchhof und dem 1. FSV Mainz wurde am 3. November 2013 das Viertelfinale ausgelost.
Die Spiele des Viertelfinals fanden zwischen dem 25. und 27. Januar 2014 statt. Der Gewinner jeder Partie zog in das Final Four ein.
| Datum           | Zeit      | Heimmannschaft       |   | Gastmannschaft    | Ergebnis                   |
| --------------- | --------- | -------------------- | - | ----------------- | -------------------------- |
| 25. Januar 2014 | 16:30 Uhr | HSG Blomberg-Lippe   | – | SG 09 Kirchhof    | 32:20 (17:10)              |
|                 | 18:00 Uhr | Thüringer HC         | – | Bayer Leverkusen  | 32:34 n. V. (27:27, 13:13) |
| 26. Januar 2014 | 15:00 Uhr | Buxtehuder SV        | – | SG BBM Bietigheim | 32:27 (10:4)               |
| 27. Januar 2014 | 19:00 Uhr | Frisch Auf Göppingen | – | HC Leipzig        | 20:23 (12:11)              |

## Final Four
Im Gegensatz zu den Vorjahren fand das Final Four 2014 nicht an einem vorab festgelegten Austragungsort statt. Vielmehr sollte einer der vier Teilnehmer als Gastgeber fungieren. Mit Hinweis auf das gleichzeitig stattfindende Spitzenspiel der Fußball-Bundesliga Bayer Leverkusen gegen Borussia Dortmund verzichtete Leverkusen auf eine Bewerbung für die Ausrichtung. Der Vorstand der HBF entschied am 5. Februar, das Final Four erstmals in Leipzig austragen zu lassen. Veranstaltungsort ist die Arena Leipzig.

### Halbfinale
Am 27. Januar 2014 wurden die beiden Halbfinal-Paarungen ausgelost.
Die Spiele des Halbfinals fanden am 26. April 2014 statt. Der Gewinner jeder Partie zog in das Finale ein.
| Datum          | Zeit      | Heimmannschaft     |   | Gastmannschaft   | Ergebnis      |
| -------------- | --------- | ------------------ | - | ---------------- | ------------- |
| 26. April 2014 | 14:30 Uhr | HC Leipzig         | – | Buxtehuder SV    | 33:23 (17:11) |
|                | 16:30 Uhr | HSG Blomberg-Lippe | – | Bayer Leverkusen | 27:26 (14:14) |

### Finale
Das Finale fand am 27. April 2014 um 14:30 Uhr statt. Der Gewinner der Partie ist Deutscher Handball-Pokal-Meister der Frauen 2014.
| Datum          | Zeit      | Heimmannschaft |   | Gastmannschaft     | Ergebnis      |
| -------------- | --------- | -------------- | - | ------------------ | ------------- |
| 27. April 2014 | 14:30 Uhr | HC Leipzig     | – | HSG Blomberg-Lippe | 36:26 (17:10) |